# Сутоки (Щёлковский район)
Сутоки — деревня в Щёлковском районе Московской области России, входит в состав сельского поселения Трубинское.

## Население
| 1852 | 1869 | 1899 | 1926 | 2002 | 2006 | 2010 |
| ---- | ---- | ---- | ---- | ---- | ---- | ---- |
| 168  | ↘140 | ↘63  | ↗124 | ↘53  | ↗68  | ↘56  |

## География
Деревня Сутоки расположена на северо-востоке Московской области, в центральной части Щёлковского района, примерно в 29 км к северо-востоку от Московской кольцевой автодороги и 15 км к северо-востоку от центра города Щёлково, по правому берегу реки Вори при впадении в неё реки Гречушки (бассейн Клязьмы).
В 1 км северо-западнее деревни проходит Фряновское шоссе Р110, в 7,5 км к юго-востоку — Щёлковское шоссе А103, в 3,5 км к северо-востоку — Московское малое кольцо А107. Ближайшие населённые пункты — деревни Здехово, Каблуково и Сукманиха.

## Название
Название деревни обусловлено её географическим расположением — в месте впадения реки Гречушки, прежде именуемой Здеховкой, в реку Ворю. Согласно народной географической терминологии, суток — «место слияния двух рек».

## История
В середине XIX века деревня, находящаяся близ Хомутовского тракта, в 40 верстах от столицы и 26 верстах от уездного города, относилась ко 2-му стану Богородского уезда Московской губернии и принадлежала, как и соседнее сельцо Сукманиха, генерал-майору Василию Петровичу Барышникову. В деревне было 24 двора, крестьян 76 душ мужского пола и 92 души женского.
По данным на 1869 год — деревня Ивановской волости 3-го стана Богородского уезда с 29 дворами, 26 деревянными домами и 140 жителями (57 мужчин, 83 женщины), из которых 7 грамотных. Количество земли составляло 153 десятины, в том числе 99 десятин пахотной. Имелось 9 лошадей, 21 единица рогатого и 7 единиц мелкого скота.
В 1913 году — 33 двора.
По материалам Всесоюзной переписи населения 1926 года — деревня Сутоко-Сукманихского сельсовета Ивановской волости Богородского уезда в 2 км от Фряновского шоссе и 18 км от станции Щёлково Северной железной дороги, проживало 124 жителя (68 мужчин, 56 женщин), насчитывалось 26 хозяйств (22 крестьянских).
С 1929 года — населённый пункт Московской области в составе:
- Здеховского сельсовета Щёлковского района (1929—1939)[14],
- Мишневского сельсовета Щёлковского района (1939—1959)[15],
- Мишневского сельсовета (до 31.07.1959) и Трубинского сельсовета Балашихинского района (1959—1960)[16][17],
- Трубинского сельсовета Щёлковского района (1960—1963, 1965—1994)[18][19],
- Трубинского сельсовета Мытищинского укрупнённого сельского района (1963—1965)[20],
- Трубинского сельского округа Щёлковского района (1994—2006)[19],
- сельского поселения Трубинское Щёлковского муниципального района (2006 — н. в.)[21][22].